# Seraing
Seraing là một đô thị ở tỉnh Liege, vùng Wallonie, Bỉ. Đô thị Seraing bao gồm các đô thị cũ Boncelles, Jemeppe-sur-Meuse, và Ougrée. With Liège, Herstal, Saint-Nicolas, Ans, và Flémalle.
Seraing là nơi Giáo đường Jesus Christ of Latter-day Saints được xây ở Bỉ, công trình được khởi công năm 1927 và hoàn thành cuối năm 1930.

## Cư dân địa phương nổi tiếng
- John Cockerill (1790–1840)
- Eugenio Barsanti, nhà phát minh Ý phát minh ra động cơ đốt trong (1821–1864)
- Leo Anton Karl de Ball, nhà thiên văn (1853–1916)
- Michaël Goossens, tiền đạo
- Julien Lahaut (1884–1950)
- Charles Lecocq, nhà thơ (1901–1922)
- Jean-Pierre and Luc Dardenne, nhà làm phim
- Laurette Onkelinx, nhà chính trị
- Michel Preud'homme, thủ môn
- Gilbert Bodart, huấn luyện viên bóng đá
- Marc Tarabella, nhà chính trị
- Fabrizio Cassol, nhạc công saxophone và aulochrome

## Thành phố kết nghĩa
- Pháp: Douai
- Ý: Rimini
- Pháp: Châtel